# Kaufhaus Rudolf Petersdorff

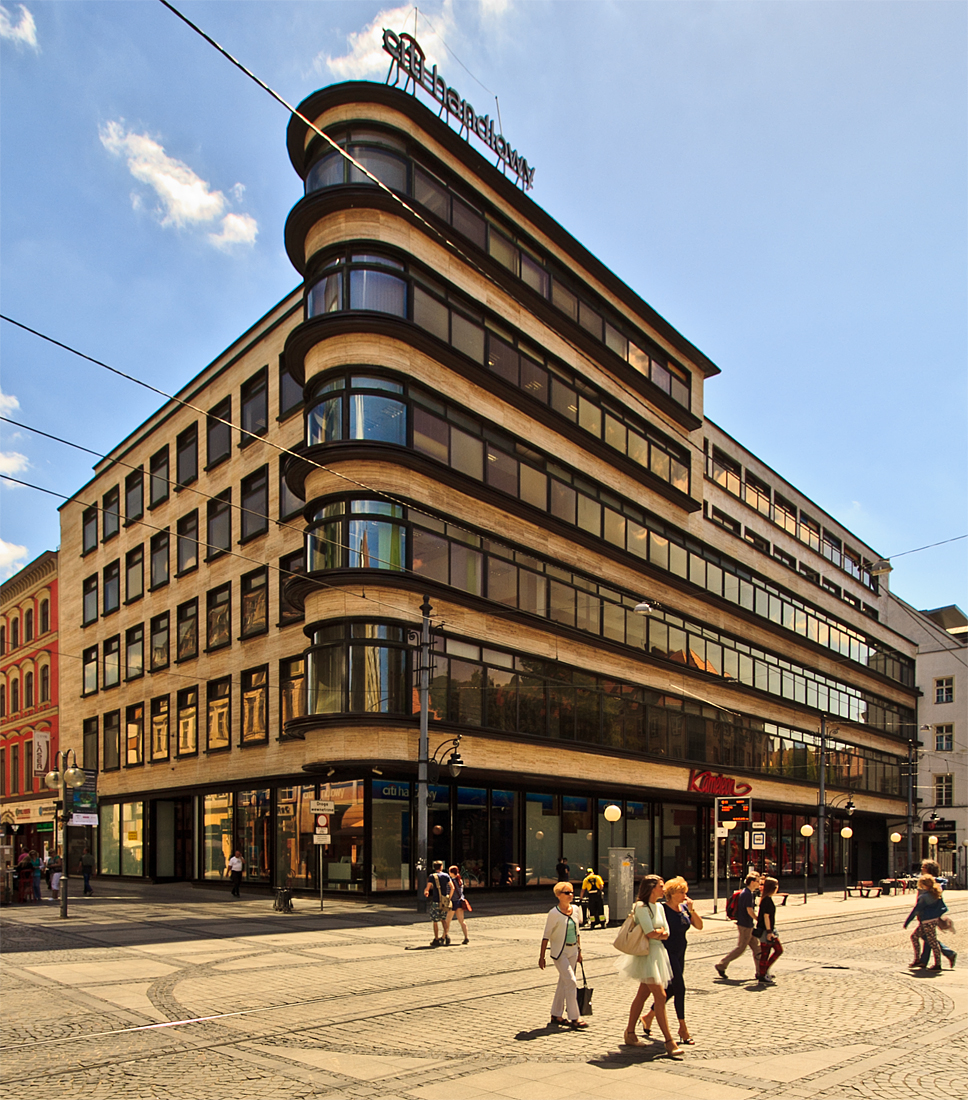
Gesamtansicht (2015)

Das ehemalige Kaufhaus Rudolf Petersdorff (heute Kaufhaus Kameleon) ist ein Geschäftshaus in Breslau, das 1927–1928 nach Entwurf des Berliner Architekten Erich Mendelsohn an der damaligen Schuhbrücke, heute Ulica Szewska 6/7 erbaut wurde. Das bis heute fast unveränderte Eckgebäude beherbergt unter anderem einen Biedronka-Supermarkt.

## Baubeschreibung

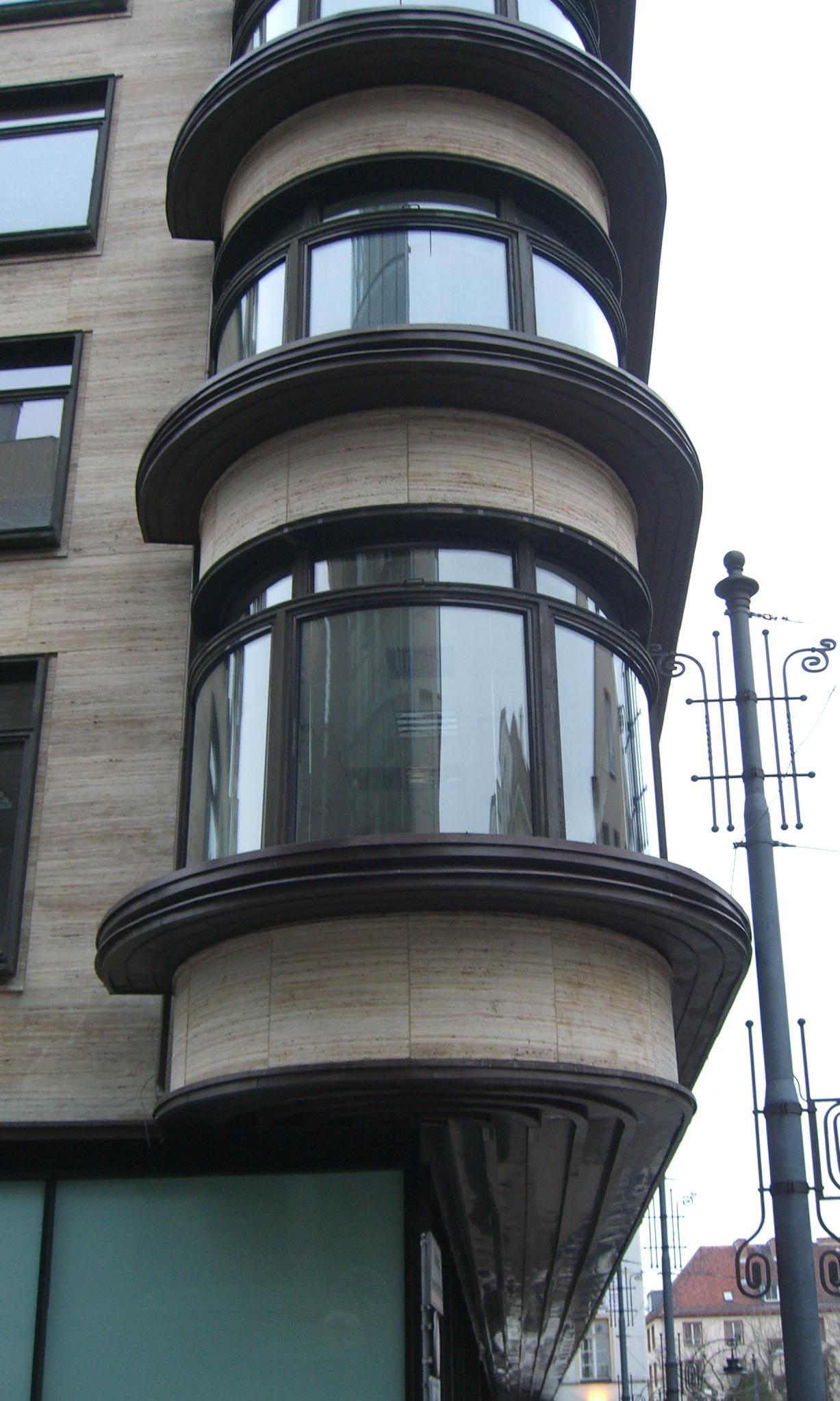
Eckdetail (2012)

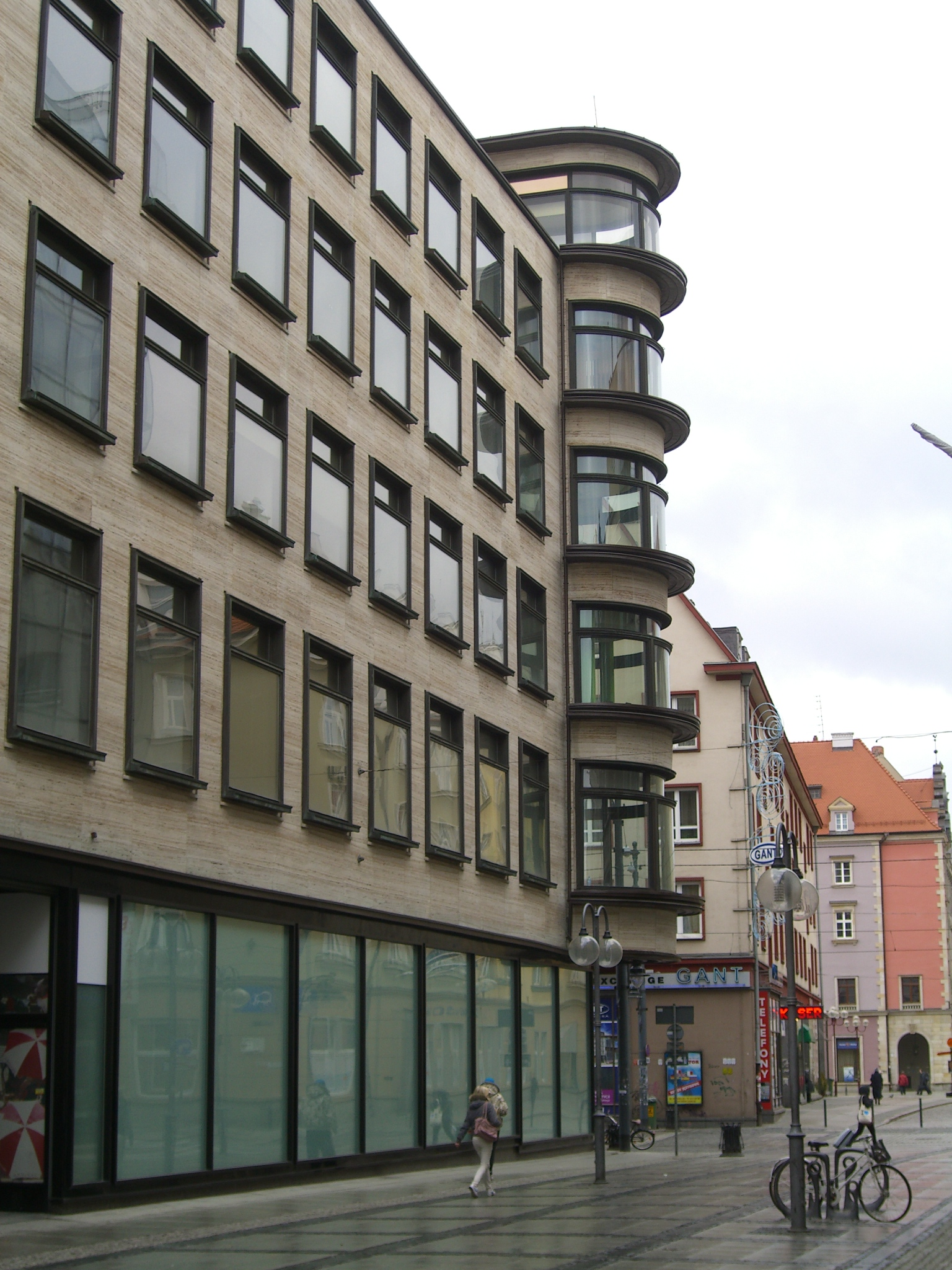
Nordfassade (2012)

Der sechsgeschossige Bau ist als Stahlskelettbau ausgeführt und bedeckt fast die gesamte rechteckige Grundstücksfläche. In der hinteren Ecke des Grundstücks befindet sich ein Lichthof. An der Straßenecke ist ein halbkreisförmiger Erkerturm angeordnet, der über die Ulica Oławska (Ohlauer Straße) ragt.
Die Fassaden sind mit Travertinplatten verkleidet. Die Westfassade des Gebäudes (an der Ulica Szewska, ehemals Schuhbrücke) besitzt horizontal durchlaufende Fensterbänder. Auf der nördlichen Seite enden die Fensterbänder in der Rundung des Erkerturms. Die Nordfassade besitzt große Einzelfenster mit einer gleichmäßigen Verteilung über die gesamte Fassadenfläche. Im Bereich der Rundung (Erkerturm) und der gesamten Westfassade sind die Fensterbänder durch ein Sohlbankgesims akzentuiert. Bei der Nordfassade ist die sechste Etage, mit Ausnahme der herausragenden Rundung, als Staffelgeschoss ausgeführt. Das Staffelgeschoss der Westfassade beginnt in der fünften Etage und befindet sich in den hinteren zwei Dritteln der Fassade.
Das Erdgeschoss ist über die gesamte Höhe verglast (Schaufenster). Im Bereich der Ulica Szewska (Schuhbrücke) ist die Glasfront um zirka 1,5 m (entsprechend dem Radius des Erkerturms) zurückgesetzt, um eine Überdachung des mittigen Haupteinganges zu erreichen. Um die Straße hier zu verbreitern, wurde außerdem das Gebäude ungefähr 3 Meter hinter der vormaligen Bauflucht erbaut. Das ältere Nachbargebäude Ulica Szewska 5 (Schuhbrücke 5) erhielt deshalb einen Durchgang (Kolonnade).